# Gabriel Kołat
Gabriel Kołat (ur. 1957 w Łodzi) – polski rysownik, grafik, twórca komiksów, malarz, nauczyciel akademicki oraz muzyk.

## Życiorys
W latach 1977–1984 studiował w Państwowej Wyższej Szkole Sztuk Pięknych w Łodzi. Od 1988 zatrudniony na ASP w Łodzi w Katedrze Malarstwa, Rysunku i Rzeźby jako asystent prof. Mariana Kępińskiego. Od 2008 prowadzi pracownię Pracowni Ilustracji i Komiksu, Preprodukcji Gier i Filmów na ASP w Łodzi, jest także kierownikiem Pracowni Rysunku i Ilustracji Książkowej oraz twórcą i kierownikiem studiów podyplomowych Ilustracja i Komiks, Preprodukcji Gier i Filmów. Bierze udział w wielu wystawach zbiorowych i indywidualnych w kraju i za granicą. Poza malarstwem, rysunkiem, grafiką, projektowaniem graficznym zajmuje się również komponowaniem muzyki.
W 1996 uzyskał doktorat, w 2004 habilitację, natomiast 2014 decyzją Prezydenta Rzeczypospolitej Polskiej uzyskał tytuł profesora zwyczajnego.
Jest twórcą m.in. takich komiksów jak: ComixSage (2009), T-Raperzy znad Wisły. Misja Mars (2009) czy Deus ex Machina #2: Hybryda Boskie Urojenie (2011).